# Svaneke Kirke
Svaneke kirke ligger ca. 18 meter over havet i den sydøstlige udkant af Svaneke på Bornholm.
Den oprindelige Svaneke Kirke, hvoraf der udefra endnu ses en rest i den nuværende kirkes sydmur var en ganske lav firkantet bygning der målte ca. 10,5 m × 9 m. Svaneke blev købstad i 1555, men havde allerede dengang haft sin egen kirke i henved 200 år. Af gavn var den byens kirke, men af navn kun et kapel, da den egentlige sognekirke fra gammel tid var Sankt Ibs Kirke. Lunds stifts landebog omtaler således endnu i 1569 "Suannicke Capell".
Den lille kirke blev i tidens løb udvidet med bl.a. tårnet, som Nationalmuseet tidsfæster til 1500 tallet. Dog findes der en af Bornholms provst i 1625 forfattet beskrivelse, hvori det hedder, at Svaneke har "en lille gammel kirke uden tårn". Det spåntækte spir stammen fra 1789. Dette bærer som vindfløj byens våben, en forgyldt svane. 2 våbenhuse blev også tilbygget, men atter nedrevet i 1837, da kirkens nuværende hovedindgang blev indrettet. Det nordre våbenhus har foruden at være indgang til kirken haft en noget usædvanlig funktion, idet der en overgang i det 18. århundrede var krudtmagasin på dets loft. Af det søndre ses der udefra endnu svage spor, hvor dets tag var bygget sammen med kirkens murværk.
Så længe de 2 våbenhuse eksisterede, var det nuværende våbenhus i tårnrummet endnu en del af selve kirkerummet. Hernede stod bl.a. døbefonten. Det var altså en indskrænkning, der fandt sted, da man i 1837 tilmurede den rundbuede åbning, der forbandt de 2 afdelinger, og dette viste sig i længden at være utilfredsstillende, idet der blev for få siddepladser. Kirken var jo i forvejen ikke stor.
I kirkelig henseende er Svaneke stadig knyttet sammen med Ibsker. Den fælles præstegård ligger ved Sankt Ibs Kirke.

## Ombygningen
Der blev da i 1881 foretaget en gennemgribende ombygning under ledelse af arkitekt Mathias Bidstrup, Rønne. Ved denne lejlighed nedrev man så meget af den gamle kirke, at kun tårnet samt ca. 15 m af skibets sydmur stod tilbage. I forbindelse hermed byggedes den nuværende kirke, der er lidt bredere end den gamle. Endvidere fortsatte man så langt mod øst, som pladsforholdene på kirkegården tillod det. Dvs. at kirken nu måler ca. 35 m i alt fra tårnets vestgavl til østenden af korrundingen.

## Inventaret
Indvendig er der ikke mange minder tilbage fra tiden før ombygningen, idet man benyttede lejligheden til at udskifte en stor del af inventaret. I 1881 havde man desværre ikke vor tids pietetsfølelse overfor kunstnerisk værdifulde ting fra ældre tid. Således kasseredes den tidligere altertavle, der stammede fra år 1600 og som var "af billedhuggerværk, smukt malet og forgyldt". I dets sted anskaffedes et nyt maleri, "Kristus og synderinden" af Anton Dorph.
Til alteret hører et smukt sæt altersølv af forskellig alder. Kalken stammer fra 1650-1700 og disken fra 1859, fremstillet henholdsvis i Lübeck og København. Oblatæsken og vinkanden er københavnsk arbejde fra 1756.
På Nationalmuseet findes et ciborium (beregnet til opbevaring af indviet alterbrød), tilhørende Svaneke kirke. Det er udført i forgyldt kobber og minder i størrelse og form nærmest om en alterkalk, dog med sekssidet bæger, der foroven afsluttes af et pyramideformet låg. Dette ciborium er fra sengotisk tid og har således formentlig hørt til den oprindelige kirkes første inventar.
Alterstagerne er fra nyere tid. De store malmstager, der blev skænket til kirken i 1934, afløste et par pletstager fra 1881, som igen havde forgængere af tin fra 1684. Disse blev solgt i 1882.
Døbefonten er ejendommelig derved, at den er drejet af egetræ. Den er ret ny, men svarer nogenlunde til en tidligere font. Dåbsfadet af messing er fra 1955.
Prædikestolen i barokstil er fra 1683. En beskrivelse fra 1857 nævner, at den var anbragt over altertavlen; men dette har ikke været dens oprindelige plads.
Den store lysekrone blev skænket til kirken i 1673. Fra samme år stammer en mindre 6-armet krone med følgende tyske indskrift: "Anno 1673 den 4. December des Abends zwischen 8 und 9 Uhren verunglückte alhie an Schwonick Johan Hennings Bürger aus Lübeck und hat diese Krone Zu Ehre Gottes und der Kirchen zum Zirath verehrt". (1673 den 4. december om aftenen mellem kl. 8 og 9 forulykkede Johan Hennings, borger i Lübeck, her ved Svaneke, og har foræret denne krone til Guds ære og kirken til pryd). Denne krone blev i 1963 sendt til reparation i København, men forsvandt undervejs til bestemmelsesstedet. Den er trods ihærdig eftersøgning ikke siden blevet fundet.
Lampetterne på væggene er i 1965 udformet af arkitekt Peter Fangel og billedhuggeren William Fridericia. Kirkeskibet, fuldriggeren "Svanen", blev i 1918 bygget af skipper Flies, Svaneke.
I anledning af byens 400 års købstadsjubilæum i 1955 gennemgik kirken en omfattende restaurering, fra hvilken lejlighed rummets nuværende farver stammer. De er valgt af kunstmaleren Helge Nielsen, Listed. Samme år indviedes det nye orgel, som er tegnet af arkitekt Marinus Andersen og bygget af Th. Frobenius & Co. Det har 11 stemmer, fordelt på 2 manualer og pedal.

## Våbenhuset
I våbenhuset hænger 3 præsterækketavler med oplysninger om samtlige sognepræster siden reformationen. Endvidere en morsom mindetavle til erindring om Chr. V's besøg i byen 1687 samt en gravsten over Albret Wolfsen, der blev dræbt ved Nexø i kamp mod svenskerne "den tid landet blef dennem opgivet, som skede den 9. juni 1645".

## Tårnet
Tårnet har formentlig altid haft 2 klokker. De blev begge omstøbt i 1701, og den største atter i 1913. Kirken ejede desuden tidligere en ganske lille klokke, den såkaldte primklokke. Den må have eksisteret fra meget gammel tid, idet den blev omstøbt allerede 1674. Om dens anvendelse fortæller amtmand Urne 1760: "Når det har ringet anden gang, går graveren omkring igennem byens gader med en liden klokke i hånden, der kaldes priim klokken, som for slig umage bliver belønnet af degnen". Klokken blev 1861 solgt til en smed.

## Omgivelserne
Langs kirkegårdsmuren er der opstillet en del gamle, smukke sandstens gravminder af den type, der tidligere var ret almindelig. En del af disse sten har været fjernet fra kirkegården ved gravenes sløjfning, men er senere genfundet forskellige steder i byen, hvor de anvendtes som brønddæksler eller trappesten. Der kan stadig genfindes gravsten, som på den måde bliver bevaret for eftertiden.
Inden for kirkegårdslågen står en runesten, der en tid lå som bro over Gyldenså i Østermarie. Indskriften lyder: "Bove lod (stenen) rejse efter sin gode fader Økil. Krist hjælpe sjælen".

## Galleri
- Kirketårnet
- Alteret
- Døbefonten
- Prædikestolen
- Kirkens interiør

## Eksterne kilder og henvisninger
- Wikimedia Commons har flere filer relateret til Svaneke Kirke
- Svaneke Kirke hos KortTilKirken.dk
- Svaneke Kirke hos danmarkskirker.natmus.dk (Danmarks Kirker, Nationalmuseet)